# Bwanga Tshimen
Bwanga Tshimen est un ancien footballeur international zaïrois né le 5 janvier 1949. Il joua tout au long de sa carrière au Tout Puissant Mazembe où il participera à plus de 300 matchs avec son club. 
Il commença ses gammes lors de la saison 1963-1964 en Junior du Tout Puissant Englebert, avant d’intégrer l’équipe réserve de son club formateur la saison suivante, puis rejoignit le groupe professionnel lors de la saison 1965-1966 où il remporta par la suite le premier titre majeur avec les quintuples vainqueurs de la Ligue Des Champions Africaine.  
Il connaîtra sa première sélection avec les Léopards du Zaïre en 1968 sous les ordres de d’André Mori, avant que Blagoja Vidinić reprenne la tête de la sélection en 1970. Vidinić désigna quant à lui vice-capitaine Bwanga Tshimen à son arrivée. Il passa ensuite capitaine en 1972.  
Il réside actuellement en France, plus exactement aux Ulis dans l'Essonne, une ville pas très anodine sportivement, où certaines personnalités comme Thierry Henry, Patrice Évra, ou encore Anthony Martial y ont grandi.

## Palmarès
- Double champion des Clubs Champion d’Afrique (anciennement Ligue des Champions Africaine) (1967,1968).
- Vainqueur de la CAN (1974).
- Participation à la Coupe du Monde (1974).
- Vainqueur de la Supercoupe africaine de Football (1980).

## Distinctions personnelles
- Ballon d'Or Africain France Football en 1973
- Joueur du siècle IFFHS de République démocratique du Congo[2]
- 4 fois finaliste de la CAN